# DuMont Television Network
DuMont Television Network war ein amerikanisches Fernseh-Network aus den Anfangsjahren des Fernsehens, das im Jahr 1946 von Allen B. DuMont gegründet und im Jahr 1956 nach zehnjährigem Konkurrenzkampf gegen die American Broadcasting Company (ABC) eingestellt wurde.
Im Jahr 1946 verfügte DuMont Television Network über zwei Sender: WABD in New York City und WTTG in Washington, D.C. Im Jahr 1949 kam WDTV in Pittsburgh hinzu.